# Pancratium maritimum
Pancratium maritimum é uma planta bolbosa da família Amaryllidaceae. Pode ser encontrada em areais e em dunas fixas na faixa costeira do Atlântico e do Mediterrâneo, em pleno sol, tolerando bem períodos prolongados de seca.
Os seus nomes comuns podem ser narciso-das-areias, lírio-das-praias ou pancrácio.

## Descrição
É uma espécie herbácea, as folhas erguidas sobressaem do solo formando um denso ramalhete; têm entre 5 e 20 mm de largura e são de cor verde azuladas. Têm um bolbo largo, esbranquiçado, com várias capas membranosas. A ingestão provoca uma grade toxicidade, visto conter heterósidos cardiotónicos. As raízes estão situadas a uma profundidade de até 0,8 m abaixo da superfície.
As flores são pediceladas, grandes, de cor branca, com semelhança aos narcisos, muito aromáticas e com um tamanho de até 15 cm de comprimento. A for apresenta 6 tépalas lanceaoladas abertas na periferia e com uma nervura esverdeada dorsal que nasce na base da umbela. A corola com forma de trompete, também branca, contém 12 dentes de forma triangular. Os 6 estames são de cor esbranquiçada, com anteras de cor amarela em forma de rim.
O ovário é trilocular e sobressai sobre o cálice. O fruto é uma cápsula grande e ovóide, em cujo interior se encontram as sementes, negras e de forma triangular, com picos.

## Floração
Floresce desde finais de Junho, em Julho e Agosto, até Setembro.

## Habitat
Vivem em dunas costeiras. Requer solo bem drenado ainda que seja pobre, seco, árido. Também requer exposição em pleno sol. A planta tem la particularidade de poder-se enterrar mais profundamente para evitar a dessecação, ou também de alongar os caules em caso de ficar coberto de areia. 

## Etimologia
Pancrácio provem do grego παν (pan, "tudo") e κρατυς (cratys, "potente") em alusão a supostas  virtudes medicinais. Maritimum vem do latim "mar", devido ao seu  habitat costeiro.

## Cultivo
Cresce bem em terrenos arenosos, perfeitamente drenados e em lugares quentes e ensolarados. Para que os bulbos amadureçam totalmente é imprescindível, logo após a floração, um período quente e seco. Os bolbos plantam-se no Outono a uma profundidade de 15 cm. Multiplica-se mediante pequenos bolbos, os quais devem-se separar do bulbo original no Outono.

## Sinonímia
- Hymenocallis maritima (L.) M.Roem. (1847).
- Pancratium carolinianum L. (1753).
- Scilla parva Garsault (1764).
- Hymenocallis lacera Salisb. (1812), nom. illeg.
- Hymenocallis caroliniana (L.) Herb., (1821).
- Hymenocallis ruizii M.Roem. (1847).
- Pancratium aegyptiacum M.Roem. (1847).
- Pancratium angustifolium M.Roem. (1847).
- Pancratium abchasicum Regel (1860).
- Pancratium angustifolium Lojac. (1909), nom. illeg.
- Pancratium barcinonense Sennen (1928).
- Pancratium mirennae Mattei (1928).
- Pancratium linosae Soldano et F.Conti (2005)

## Galeria

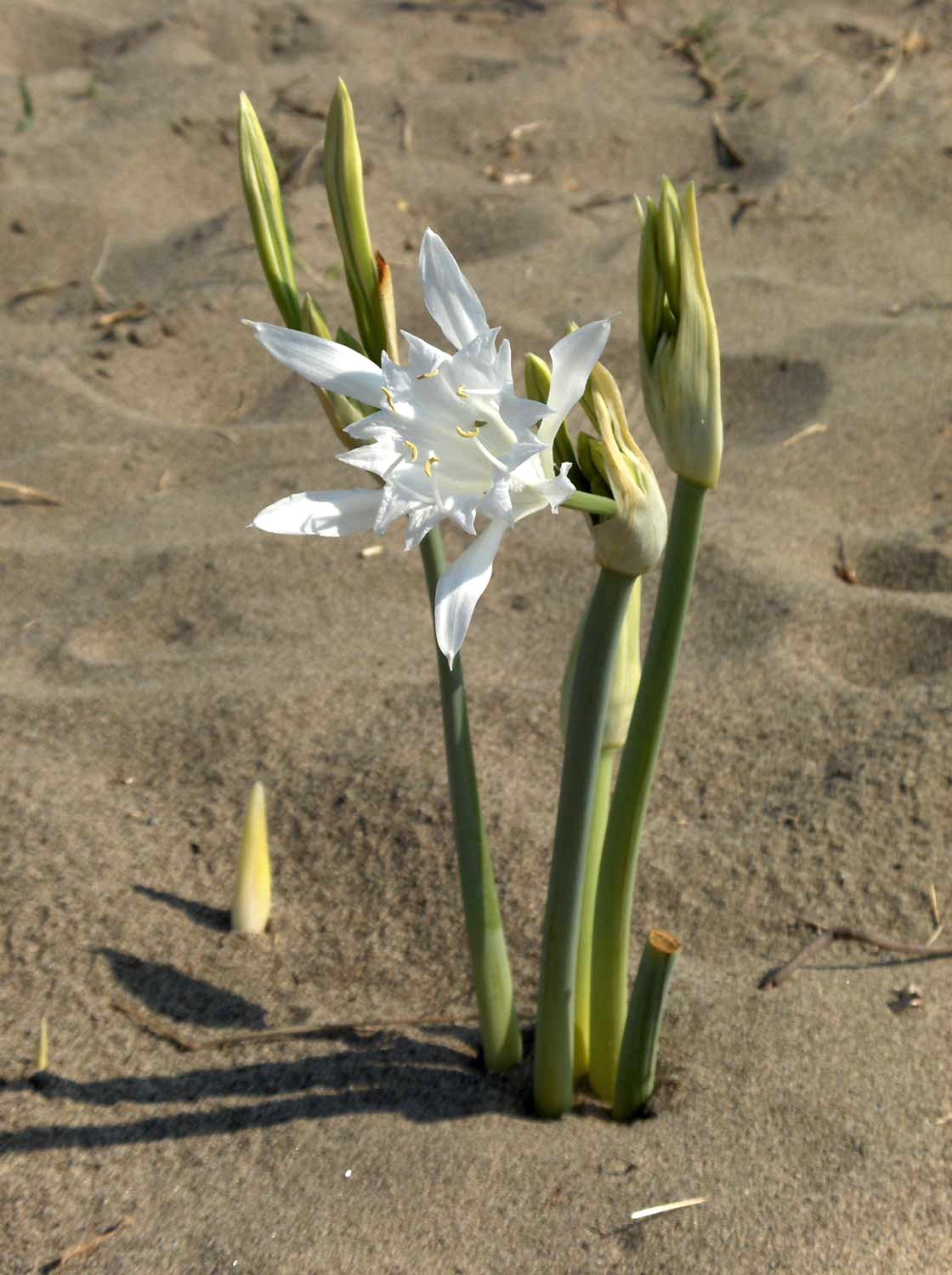
Pancratium maritimum habitat em Itália
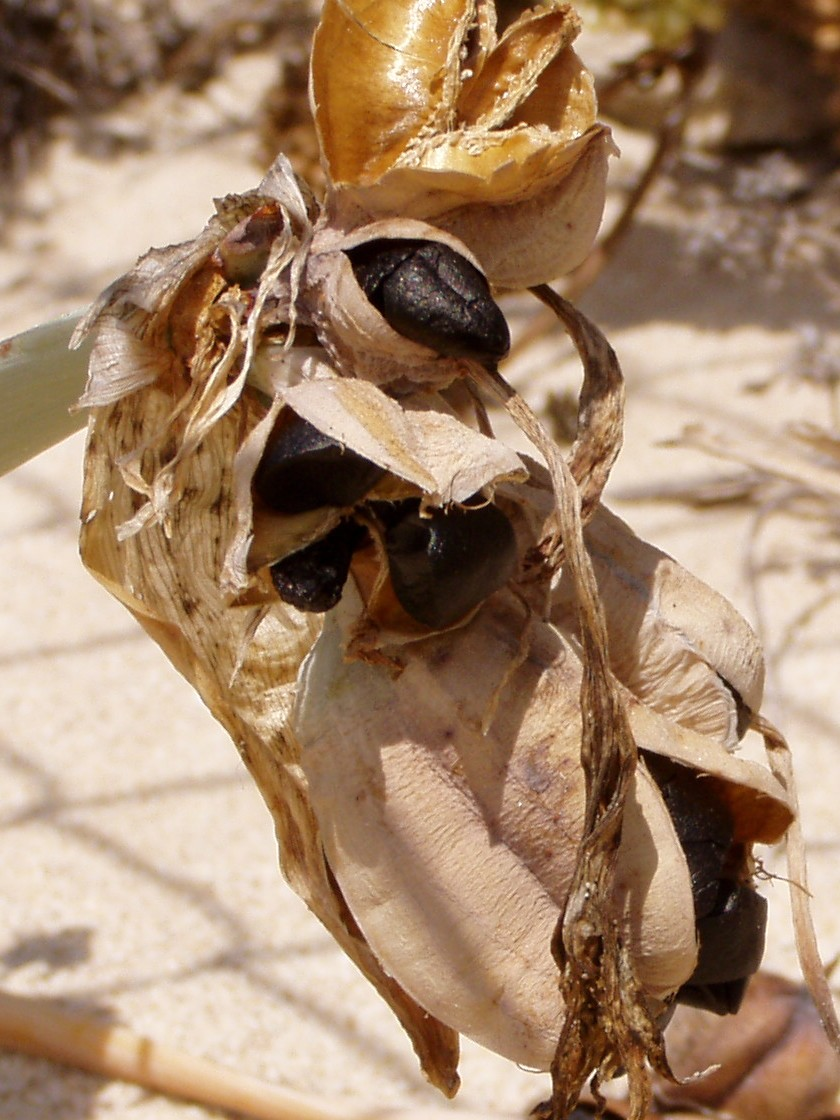
Pancratium maritimum, detalhe de frutos e sementes
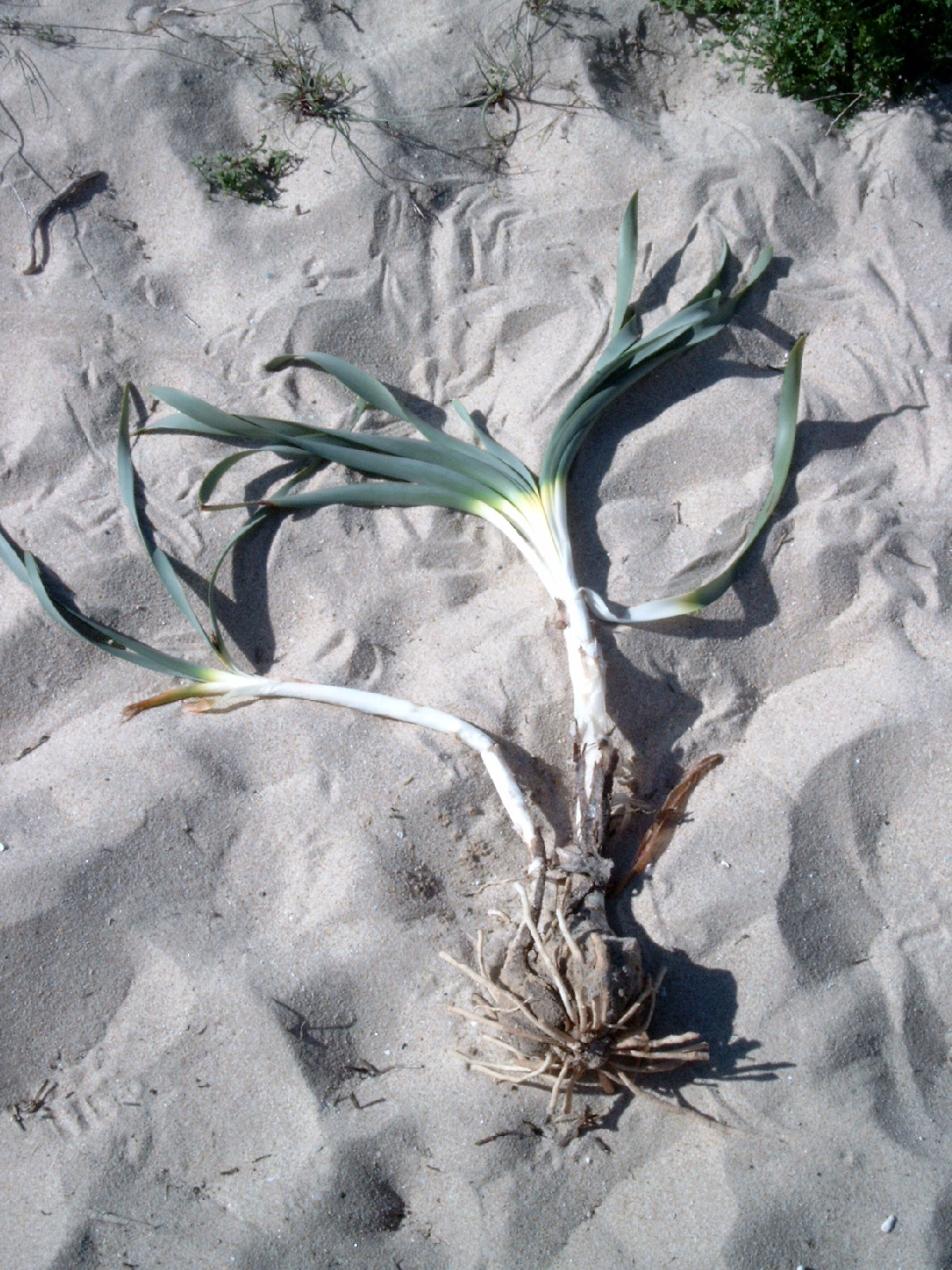
Pancratium maritimum, planta inteira
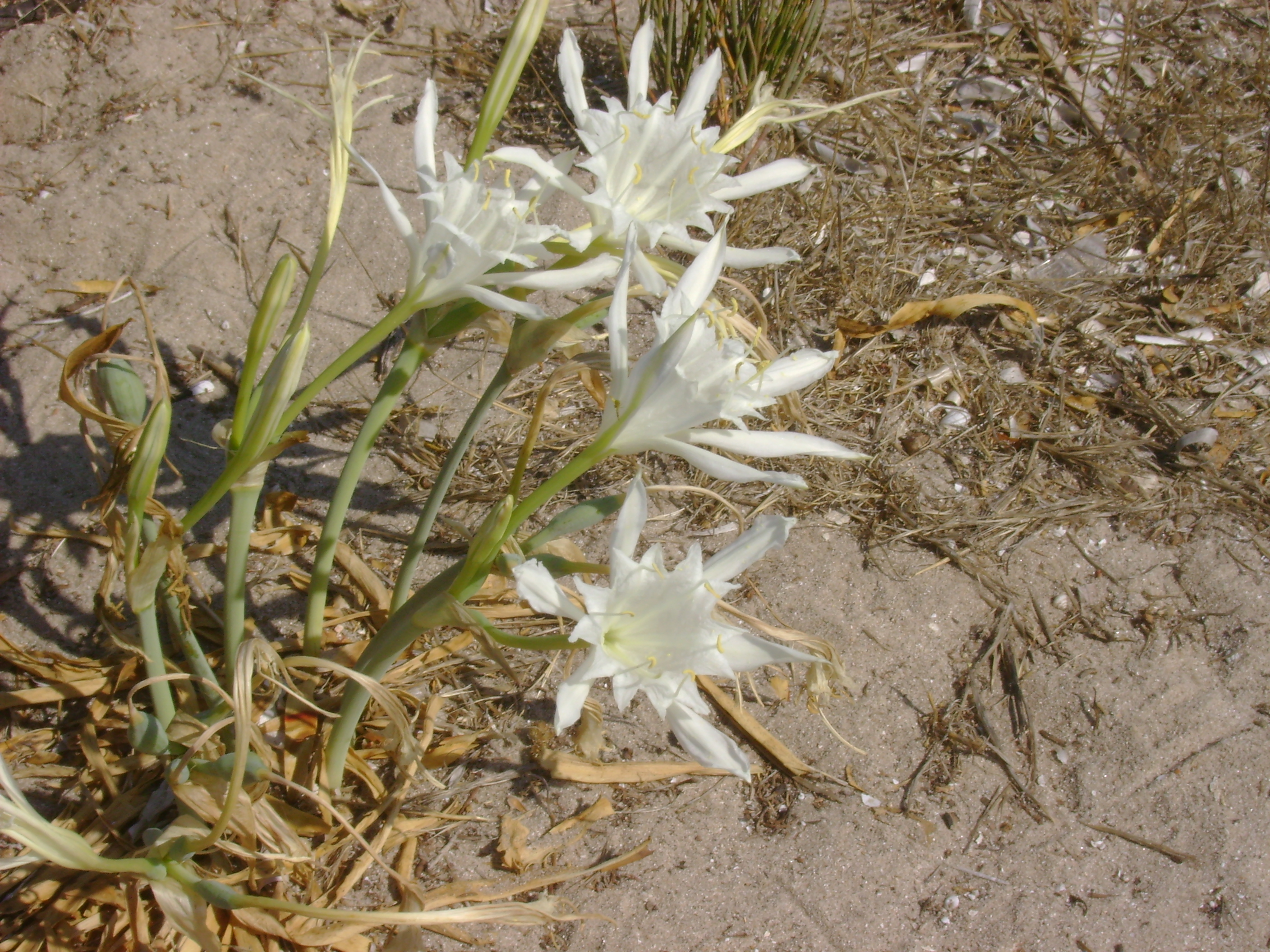
Pancratium maritimum, Grupo de flores na costa da Sardenha durante a inflorescência